# Збилітовська-Гура
Збилітовська-Гура (пол. Zbylitowska Góra) — село в Польщі, у гміні Тарнув Тарновського повіту Малопольського воєводства.
Населення — 2654 особи (2011).
У 1975-1998 роках село належало до Тарновського воєводства.

## Демографія
Демографічна структура станом на 31 березня 2011 року:
|          | Загалом | Допрацездатний вік | Працездатний вік | Постпрацездатний вік |
| -------- | ------- | ------------------ | ---------------- | -------------------- |
| Чоловіки | 1304    | 291                | 874              | 139                  |
| Жінки    | 1350    | 274                | 826              | 250                  |
| Разом    | 2654    | 565                | 1700             | 389                  |